# NGC 5005
NGC 5005 est une galaxie spirale intermédiaire relativement rapprochée et située dans la constellation des Chiens de chasse. Sa vitesse par rapport au fond diffus cosmologique est de 1 174 ± 17 km/s, ce qui correspond à une distance de Hubble de 17,3 ± 1,2 Mpc (∼56,4 millions d'al). NGC 5005 a été découverte par l'astronome germano-britannique William Herschel en 1785. Elle porte le numéro 29 dans le catalogue de Caldwell, ce qui fait qu'on la nomme aussi C29.

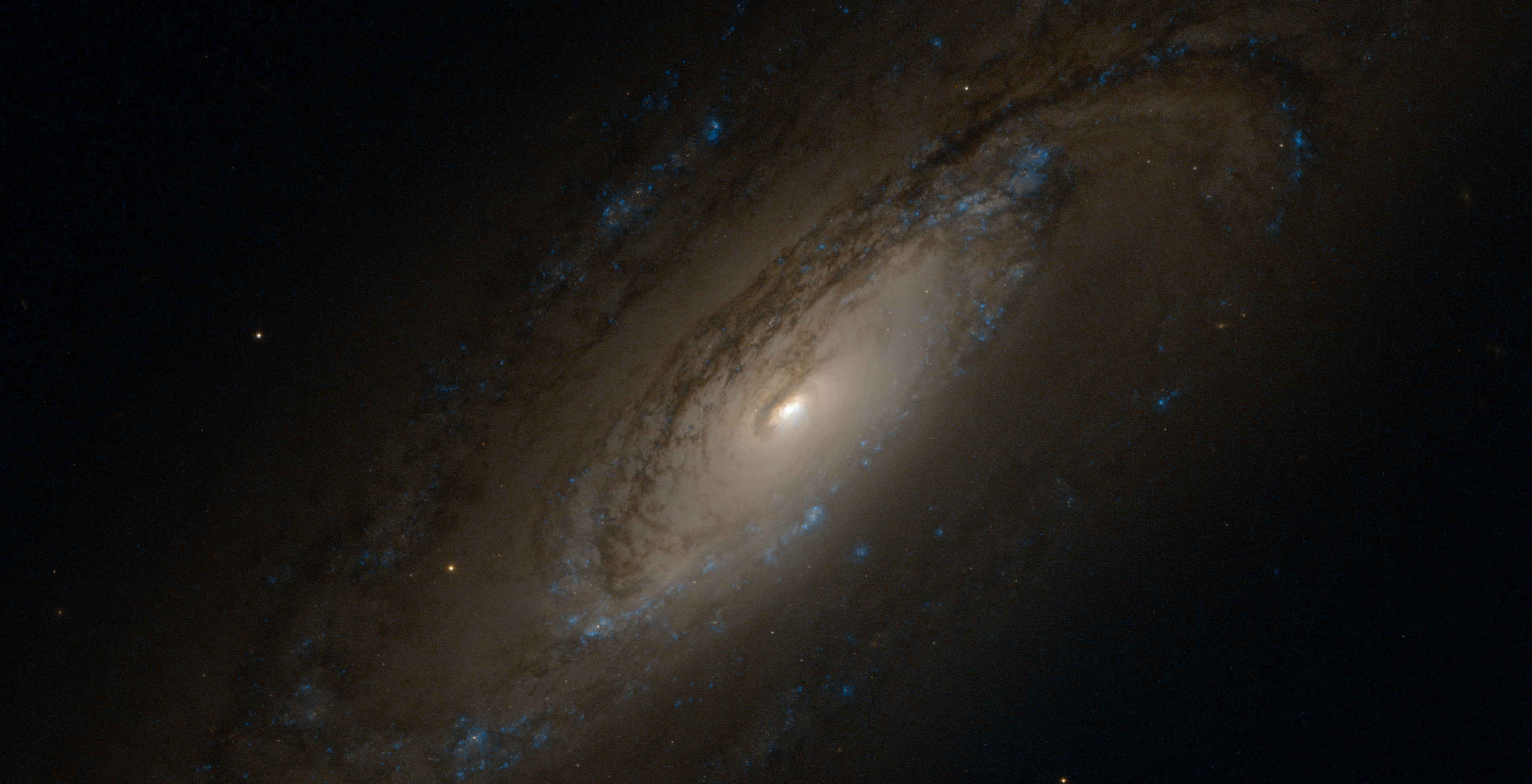
NGC 5005 par le télescope spatial Hubble.

La classe de luminosité de NGC 5005 est II-III et elle présente une large raie HI. De plus, c'est une galaxie LINER b, c'est-à-dire une galaxie dont le noyau présente un spectre d'émission caractérisé par de larges raies d'atomes faiblement ionisés. C'est aussi une galaxie active de type Seyfert 2. La luminosité de la galaxie NGC 5005 dans l'infrarouge lointain (de 40 à 400 µm)  est égale à 2,45 × 1010 {\displaystyle L_{\odot }} (1010,39{\displaystyle L_{\odot }}) et sa luminosité totale dans l'infrarouge (de 8 à 1 000 µm) est de 2,88 × 1010 {\displaystyle L_{\odot }} (1010,46{\displaystyle L_{\odot }}).

## Morphologie
NGC 5005 a été utilisée par Gérard de Vaucouleurs comme une galaxie de type morphologique SAB(s)b dans son atlas des galaxies,.
Eskridge, Frogel et Pogge ont publié un article en 2002 décrivant la morphologie de 205 galaxies spirales ou lenticulaires rapprochées. Les observations ont été réalisées dans la bande H de l'infrarouge et dans la bande B (le bleu). Selon Eskridge et ses collègues, NGC 5005 est de type Sb dans la bande B et de type Sba dans la bande H. Cette galaxie est quelque peu inclinée. Elle présente un bulbe brillant et elliptique ainsi qu'une source nucléaire aplatie. Le bulbe est traversé par une barre dont l'angle de position est d'environ 30° par rapport à celui du bulbe. Les isophotes du bulbe extérieur sont carrés et la barre traverse la diagonale du bulbe. Il y a deux anses près des extrémités de la barre ainsi que deux bras spiraux très étroits. Les bras intérieurs présentent des traces de noeuds où il y a formation d'étoiles et ils sont assez ouverts. Cependant, les bras extérieurs se resserrent et semblent s'enrouler plusieurs fois autour de la galaxie. Le disque extérieur montre des noeuds occasionnels, mais il n'y a pas de motif cohérent de formation d'étoiles associé au bras extérieur.

## Distance de NGC 5005
À ce jour, une vingtaine de mesures non basées sur le décalage vers le rouge (redshift) donnent une distance de 20,075 ± 5,066 Mpc (∼65,5 millions d'al), ce qui est à l'intérieur des valeurs de la distance de Hubble.
Cependant, cette galaxie est relativement rapprochée du Groupe local. On obtient souvent des distances assez différentes pour les galaxies rapprochées en se basant sur le décalage en raison du mouvement propre de ces galaxies dans le groupe où l'amas où elles sont situées. Cette valeur est peut-être plus près de la distance réelle de cette galaxie. Notons que c'est avec la valeur moyenne des mesures indépendantes, lorsqu'elles existent, que la base de données NASA/IPAC calcule le diamètre d'une galaxie.

## Trou noir supermassif
Selon une étude publiée en 2009 et basée sur la vitesse interne de la galaxie mesurée par le télescope spatial Hubble, la masse du trou noir supermassif au centre de NGC 5005 serait comprise entre 120 millions et 340 millions de {\displaystyle M_{\odot }}.
Selon les auteurs d'un article publié en 2012, la connaissance de la masse d'un trou noir central et du taux d'accrétion par celui-ci permet d'estimer le taux de formation d'étoiles dans la région centrale des galaxies de type Seyfert. Ce taux pour NGC 5005 serait de 0,63 {\displaystyle M_{\odot }}/an.

## Supernova
La supernova SN 1996ai a été découverte le 16 juin 1996 dans NGC 5005 par l'astronome amateur italien Claudio Bottari. Cette supernova était de type Ia.

## Groupe de NGC 5005
Selon A. M. Garcia, NGC 5005 est la principale galaxie d'un groupe qui porte son nom. Le Groupe de NGC 5005
compte au moins 16 membres. Les autres galaxies du groupe sont NGC 4861, NGC 5002, NGC 5014, NGC 5033, NGC 5107, NGC 5112, IC 4182, IC 4213, UGC 8181, UGC 8246, UGC 8261, UGC 8303, UGC 8314, UGC 8315 et UGC 8323.
Abraham Mahtessian mentionne aussi l'existence de ce groupe, mais il n'y figure que quatre galaxies, soit NGC 5005, NGC 5014, NGC 5033 et IC 4213.